# 콘아그라 브랜즈

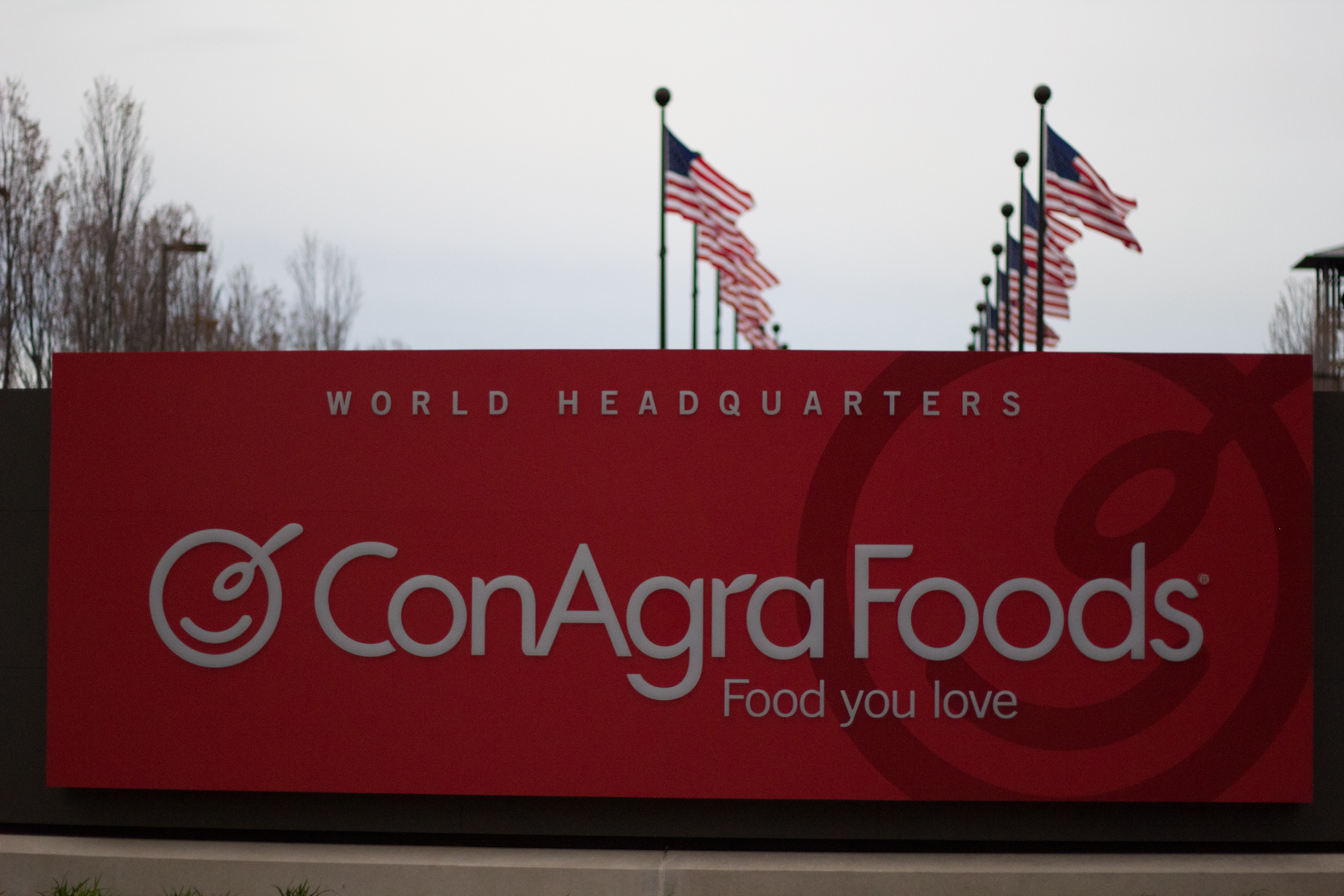
네브래스카주 오마하에 있는 콘아그라 푸즈의 본부.

콘아그라 브랜즈(영어: ConAgra Brands)는 미국의 식품 기업이다.